# Hernando Sanabria Fernández
Hermógenes Hernando Sanabria Fernández (Vallegrande, Bolivia, 14 de diciembre de 1909 - Santa Cruz de la Sierra, 10 de agosto de 1986) fue un escritor, poeta, ensayista, periodista, abogado, profesor, geógrafo e historiador boliviano. Escribió muchos libros sobre historia y cultura regional.
Entre los numerosos cargos que ocupó, están el de Consejero Cultural en la embajada de Bolivia en España; miembro de instituciones culturales, locales, nacionales e internacionales de relevancia, como el Comité Pro Santa Cruz, la Casa de la Cultura, la Academia de la Historia, la Academia de la Lengua y la Fundación Ramón Darío Gutiérrez.
Entre las condecoraciones que recibió están: la Medalla Nacional de Cultura, la Orden Boliviana de la Educación, la Orden Española del Mérito Civil y el Cóndor de los Andes.Su orientación ideológica se inclinó hacia la socialdemocracia, es decir, un socialismo mezclado con principios cristianos.
También fue un hispanista en el sentido de estudioso de la hispanidad y de su legado en América, así como también un investigador revisionista que cuestionó relatos muy repetidos en la historiografía convencional.

## Biografía
Nació el 14 de diciembre de 1909 en la ciudad de Vallegrande (departamento de Santa Cruz), por aquel entonces una de las diez ciudades más importantes de Bolivia. La fecha fue confirmada por una investigación seria del profesor español Marcelino Pérez Fernández, lo cual aclara la confusión que causa la repetición de 12 de diciembre de 1912 como fecha de nacimiento.
Su nombre figura en su partida de bautismo como Hermógenes, pero años más tarde se añadió un segundo nombre, Hernando. Finalizando adolescencia, se quedó con este último y abandonó el primero. Fue hijo de Abraham Sanabria Falón y Josefa Fernández Bonilla.
Por su parte, Doña Josefa Fernández Bonilla nació en 1864, y fue hija de Lucas Fernández e Isabel Bonilla. Josefa Se casó con el Sr. Sanabria el 18 de diciembre de 1907, en la iglesia vicarial de Vallegrande. El padre Laureano Mendoza, párroco de la iglesia Dulce Nombre de Jesús, fue el celebrante.
Hernando Sanabria Fernández vivió su infancia en la ciudad de Vallegrande y estudió en la escuela provincial hasta los 13 años. En 1923, sus padres lo enviaron a la ciudad de Santa Cruz para estudiar en el Colegio Nacional Florida; cursó solo un año de estudios. A fines de ese año, se inauguró en la ciudad de Vallegrande el Colegio ‘Manuel María Caballero’, de nivel secundario.
Es así que, en 1924, Sanabria volvió a su ciudad natal para continuar sus estudios en esa escuela. Ese año y el siguiente, Sanabria estudió en ese colegio. Desde niño, Sanabria era muy aplicado en los estudios, lo cual se puede comprobar en las notas de prensa publicadas en el periódico vallegrandino Reflejos, a cargo de Rubén Villazón.
En agosto de 1924, a sus 14 años, Sanabria publicó Auroras, un periódico manuscrito que distribuyó él mismo en Vallegrande por el aniversario de la fundación de la república boliviana.
En 1925, se integró como miembro más joven al Círculo Claridad, un grupo cultural que reunió a los jóvenes vallegrandinos más destacados de su época. Entre estos, se encontraban: Remberto Prado, Santiago Jordán, los hnos. Eliodoro y Rubén Villazón, Juana Ríos, Abel Landívar, Leticia Palma y Dora Peña.
En febrero de 1926, Sanabria, a sus 16 años, se trasladó al Colegio Junín en la ciudad de Sucre para estudiar el 3º año de secundaria, puesto que en la escuela vallegrandina en la que él estudiaba no existía el bachillerato todavía. En 1927, ya cursando el 4º grado de secundaria, figura como Hernando y no solo como Hermógenes.
En 1928, estudió el 5º curso y ya en 1929, concluyó el 6º y último curso, tras lo cual se graduó de bachiller. Siendo estudiante en ese colegio, ejerció funciones como encargado de la biblioteca, y ostentó dicho cargo incluso ya más adelante siendo universitario.
En 1930, Sanabria se inscribió a la carrera de Derecho de la Universidad San Francisco Xavier de Chuquisaca, en la que estudió hasta 1931. Conformó el Ateneo Sucre, junto a Gunnar Mendoza. En ese grupo, llevaban a cabo veladas literarias y musicales, así como también ejercían el cultivo del arte y la poesía.[cita requerida]
En 1931, Sanabria ingresó a la Sociedad de Estudios Geográficos e Históricos de Sucre, gracias a un trabajo titulado La republiqueta de Vallegrande en la guerra emancipadora.
En esa misma época, fundó en Sucre un grupo Ariel, dedicado a temas culturales y de análisis político socialdemócrata. El grupo se reunía cada semana y publicaba textos en el diario El Debate.
Ejerció funciones como profesor de secundaria en las asignaturas de Geografía e Historia en el Colegio Nacional Florida de Santa Cruz de la Sierra. Dirigió también algunas escuelas secundarias.
Asimismo, fue director general de Educación, catedrático de Sociología y posteriormente Vicerrector y Director de la Biblioteca Central de la Universidad Autónoma 'Gabriel René Moreno' (UAGRM), universidad en cuya Facultad de Derecho ejerció la docencia. También desempeñó funciones diplomáticas, como Consejero Cultural en la embajada de Bolivia en España.
Falleció el 10 de agosto de 1986 en Santa Cruz de la Sierra.

## Obra
Sanabria publicó 50 libros y más de 250 textos breves, entre ellos artículos y ensayos. Comenzó en 1942 con Bosquejo de la contribución de Santa Cruz a la formación de nacionalidad. Más adelante, continuó con otras obras hoy reconocidas sobre todo en el oriente boliviano: El habla popular de Santa Cruz, Cancionero popular de Vallegrande, Crónica sumaria de los gobernadores de Santa Cruz y El idioma guaraní en Bolivia, entre otras. A continuación, una lista de los escritos principales de Sanabria.

### Novelas
- La muña ha vuelto a florecer (1964)
- La de los ojos de luna (1974)
- Luparesa (1974)
- Cactus del valle (1986)

### Biografías
- Cañoto: un cantor del pueblo en la guerra heroica (1960)
- Ñuflo de Chávez, el caballero andante de la selva (1966)
- Apiaguaiqui-Tumpa (1972)
- Ulrico Schmidl: el alemán de la aventura española (1974)
- Cristóbal de Mendoza: el apóstol de los guaraníes (1976)
- Miguel Suárez Arana y la empresa nacional de Bolivia (1977)
- La ondulante vida de Tristán Roca (1984)

### Historia
- Bosquejo de la contribución de Santa Cruz a la formación de la bolivianidad (1942)
- Geografía económica (1944)
- Los chanés: una incipiente cultura aborigen prehispánica en el oriente boliviano (1949)
- Breve historia de Santa Cruz (1961)
- Crónica sumaria de los gobernadores de Santa Cruz: 1560-1810 (1975)
- Piraí: biografía de un río boliviano (1985)

### Cultura
- El idioma guaraní en Bolivia (1951)
- Cancionero popular de Vallegrande (1955)
- El habla popular de la provincia de Vallegrande (1965)
- El habla popular de Santa Cruz (1975)
- Tradiciones, leyendas y casos de Santa Cruz de la Sierra (1979)

### Poesía
- Poemas provincianos (1963)

## Pensamiento
Sanabria, junto con Enrique Finot, podría ser considerado uno de los más fervientes hispanistas cruceños. Opinaba muy favorablemente acerca de la época virreinal o colonial, por lo cual parece haber simpatizado con el ‘imperio español’ o monarquía hispánica. Además, ejerció cierto revisionismo o investigación profunda y controversial de la historia, por ejemplo, con algunos aspectos de la ‘Guerra de la Independencia de Bolivia’ o secesión revolucionaria de 1825.

Dos de los libros en que se manifiesta esta línea de pensamiento son: Cristóbal de Mendoza: apóstol de los guaraníes (1976) y Breve historia de Santa Cruz (1979). El primer caso es la biografía del sacerdote cruceño Cristóbal de Mendoza, quien evangelizó las reducciones jesuíticas al sur del actual Brasil. En varias partes de este libro, Sanabria emite juicios favorables a la conquista y evangelización de América:
Si admirable es la actividad de los jesuitas en la tarea de conquista a los indígenas hasta congregarlos en pueblos y aldeas, más admirable es aún la organización que supieron darles, el régimen bajo el cual dispusieron el desarrollo social de esos núcleos de civilización por Cristo. Únicamente ese régimen de disciplina y austeridad, desprendido del contexto de la regla ignaciana, pudo hacer que millares de autóctonos abandonasen la floresta nativa y admitiesen una nueva forma de existencia. (pág. 60)
Hijo de su tiempo, Sanabria mostró simpatías hacia los revolucionarios, ‘próceres de la independencia de Bolivia’, como el guerrillero Cañoto. Sin embargo, tampoco exaltaba a aquel bando sublevado con arengas apasionadas, mesura que demuestra en sus investigaciones. Por ejemplo, en Breve historia de Santa Cruz, Sanabria cuestiona un poco a la ‘independencia de Bolivia’ o Revolución Altoperuana en general:
Preciso es convenir en que la llamada “Guerra de la Independencia” no fue la arrebatada colisión entre españoles y americanos, en la que con depurado idealismo lucharon los unos por conseguir la libertad de su tierra, mientras con bárbara sinrazón se obstinaban los otros en mantenerla sojuzgada. Tal es la versión simplista y corriente de nuestras historias convencionales, pero no la que traduce con justicia y rectitud la realidad de los hechos.
Cabe destacar que Sanabria revela ciertos datos poco difundidos sobre el caudillo revolucionario Ignacio Warnes, tenido como héroe de la independencia por la historiografía convencional de Santa Cruz:
Fue él quien trajo la novedad de llamar “patriotas” a los rebeldes criollos, dejando el de “realistas” a los partidarios de mantenerse debajo de la autoridad del rey hispano. Pero apenas llegado [Warnes] hubo de adquirir noción de que las cosas no andaban en Santa Cruz del modo que cuadraba a sus ideas.
Sanabria no parecía tener simpatías intensas por el anarquismo o el socialismo radical, tal vez debido a su filiación católica e hispanista. Un indicio de esto es que evitó biografiar al anarquista Andrés Ibáñez, uno de los personajes más importantes de Santa Cruz, a pesar de contar con las fuentes documentales para eso. Esto decepcionó a algunos filoanarquistas, como el exprefecto cruceño Carlos Hugo Molina Saucedo. En el prólogo a la primera edición del libro La revolución igualitaria de Andrés Ibáñez, escrito por Emilio Durán Ribera y Guillermo Pinckert Justiniano, Molina afirma:
Me ha llamado siempre la atención las razones por las cuales Don Hernando Sanabria, nuestro historiógrafo más serio de la presente mitad de siglo, no haya acometido con el mismo entusiasmo y detalle la biografía de Andrés Ibáñez, como lo hiciera con Ñuflo de Chávez por ejemplo, de mayores inconvenientes en razón de los cuatrocientos años transcurridos; Sanabria conocía, y así lo demuestra en Cuadernos Universitarios bajo el título: Fuentes para la Historia de Andrés Ibáñez, la documentación que existía localmente para ingresar en el análisis de los hechos igualitarios y federales que marcaron la vida de Santa Cruz y del siglo pasado. La honestidad profesional que lo identificada siguiendo la escuela moreniana de apoyarse en el documento histórico para afirmar sus asertos, seguramente hizo que no deseando establecer juicios de valor acerca de un personaje sobre el que no profesaba convicciones plenas, dejara, preparándolo el camino, la relación circunstanciada y físicamente ubicable a quienes quisieran desarrollar la empresa; (…) (págs. 9-10).

## Condecoraciones
- Medalla Nacional de Cultura[2]
- Orden Boliviana de la Educación[2]
- Orden Española del Mérito Civil[2]
- Orden del Cóndor de los Andes[2]

## Legado
En homenaje a su contribución, hoy la Casa de la Cultura de Vallegrande lleva su nombre. También una avenida en la ciudad de Santa Cruz lleva su nombre: la Av. Hernando Sanabria Fernández, conocida popularmente como Av. Centenario, que es la que cruza la orilla sur del campus y los módulos de la UAGRM desde el 1º hasta el 3º anillo.